# 屯門體育會足球隊

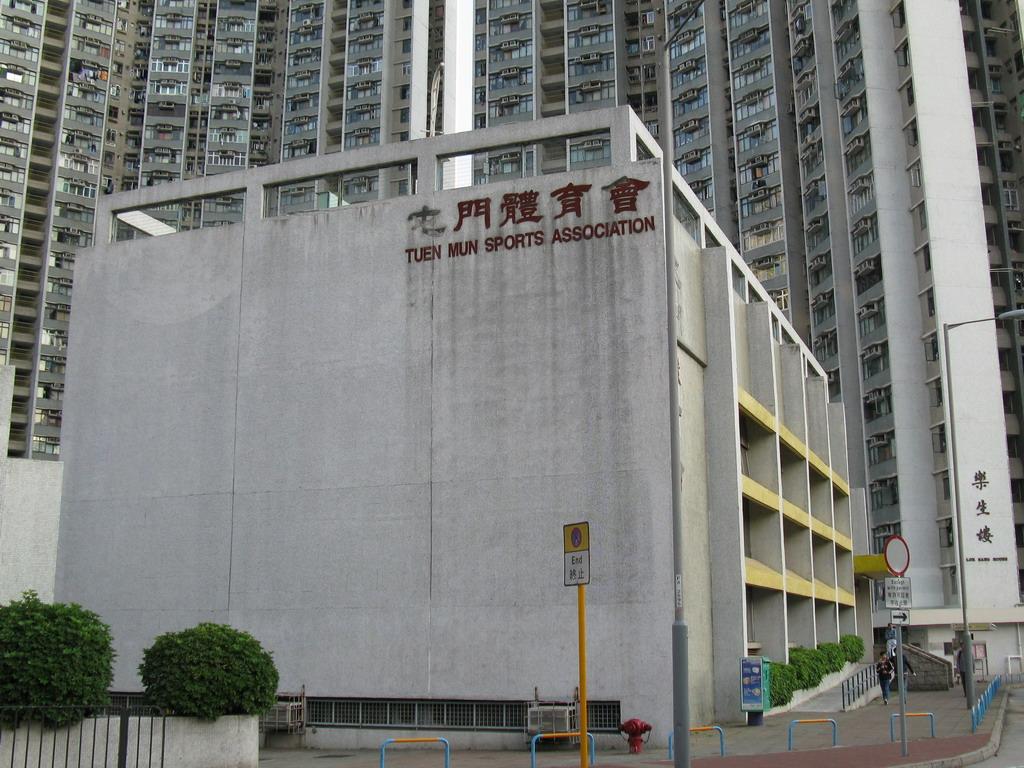
屯門體育會

屯門體育會足球隊，是“屯門體育會”屬下的一支足球隊，代表屯門區參加香港足球總會的足球聯賽，目前在香港乙組聯賽作賽。屯門足球隊曾贏得2009年－10年香港乙組足球聯賽亞軍，並首度晉升甲組，成為繼大埔和沙田後，歷史上第三支由香港丙組（地區）足球聯賽升上甲組的地區球隊。

## 球隊歷史
屯門體育會前身為青山體育會，於1962年由柳子元、陳中行及蔡順安向政府註冊成立，於1963年由陳日新太平紳士創辦。
在2006年之前，屯門區都是由屯門足球會代表參加香港丙組(地區)聯賽，當時屯門足球會為屯門體育會的屬會。直至2006-07年度開始，盧光中出任屯門體育會足球部主任，帶領球隊參加香港丙組(地區)聯賽，成績拾級而上，更於2008–09年度的香港丙組（地區）聯賽，以14戰11勝3和得36分的不敗佳績奪得冠軍。其後於丙組總決賽，先後以擊敗德高朋友﹑西貢及浩運，以三戰全勝佳績，首次成為丙組總冠軍。曾是香港五人足球代表隊成員的隊長朱國良賽後表示：「希望升班能提高屯門足球的形象，因為有些人誤會我們跟屯門普高有關。」
屯門在2009–10年度升上乙組後，繼續保持良好表現，最終球隊於第15輪賽事以4－0大勝安華後，以15戰10勝2和3負得32分，成績僅次於得37分的港會，提早一輪奪得乙組聯賽亞軍，首次獲得升上甲組作賽的資格，帶領球隊取得升班資格的教練梁帥榮表示，升班後人腳將會有大改變，目標羅致在甲組效力或已流失的屯門人加盟。不過，梁帥榮由於要兼顧澳門足球代表隊教練工作，升班後不再擔任屯門教練。
為增強球隊實力，屯門於2010年－11年度球季開始前羅致了晨曦門將魏釗及大埔中場陳衍光，並且留用隊長朱國良、蕭亮、鄭廷智、梁國威、周綽豐、楊振雄、葉國熙等升班功臣，配合4名塞爾維亞新外援，角逐甲組聯賽。2010年9月19日，屯門作客九龍灣公園以3－1擊敗大中，贏得升上甲組的首場勝仗。2010年9月25日，屯門首次於主場迎戰另一支新界地區球隊和富大埔，當日有1,973人坐擁可以容納2,200名觀眾的屯門鄧肇堅運動場觀戰，入座率超過九成，場面相當熱鬧，可惜屯門以1－2敗北。更被揭發在比賽期間派出超額外援，遭香港足球總會判罰以0－3落敗的處分。不過，這次事件並無打擊屯門的士氣，相反球隊每日操三課加強體能，表現日趨進步，更成功終止南華於該屆聯賽的長勝紀錄。最終球隊以第8名完成在甲組的首個球季，並成功吸引屯門街坊支持，屯門在該季7場主場比賽平均錄得1240名觀眾入場，入座率僅次於班霸南華。足球部主任盧光中於季後宣布下屆不再兼任教練，並邀請狄恩接任。。
2011年－12年度球季，新任會長陳強宣布新一季班費增至600萬港元，並邀得葉子俊、凌琮、域奇、馬高遜、比圖、賓曹、亞古沙等球員加盟，以及聘請兩名足球寶貝於主場賽事為球隊打氣。縱然球隊在季中有狄恩因母親患病，需返家鄉侍母而辭去教練職務，由助教甄力健接任，但球隊仍能保持良好表現，最終球隊於該季以18戰5勝8和5負得23分，排第6名，更成功打入高級銀牌賽四強。翌季，會長陳強繼續大力支持球隊，屯門於該季成功羅致李海強、迪高、丹尼爾等球員以增強三線實力，開季取得3勝3和1負不俗成績。可惜到了10月30日，陳強因涉嫌賄選被調查而宣布辭去會長一職，屯門即時解僱包括教練甄力健、主將李海強在內十名高薪職球員。惟被解僱職球員隨即表示願意減薪留隊。最終事件獲得圓滿解決，屯門會方與球員達成七折支薪協議，全隊職球員一起完成球季。
2013年－14年度球季，屯門改由青島資金贊助，並引入多名來自青島的國援，連同隊中已擁有本地球員身份的國援球員，共達10名國援，數目為港甲球會之冠。惟屯門於上半季的成績不升反跌，除曾經在聯賽擊敗愉園及迫和標準流浪外，其餘比賽錄得全敗（截至2014年2月11日，屯門被香港足球總會判罰停賽前），其後更發生假波醜聞。事緣於2013年12月22日，屯門主場對橫濱FC香港的聯賽，比賽至補時階段，對方的一次角球攻勢，屯門國援李明在無人力逼下，衝前把皮球頂入己方龍門，屯門最終因這個烏龍球以1－2落敗。賽後球圈各方均對事件表達關注，香港足球總會在翌日發表聲明，表示會成立專責委員會調查今次事件，而屯門會方於同日宣佈，李明因訓練及比賽時態度有問題，球隊經過內部會議後決定與其終止合約。
其後於12月27日，領隊李潤華及主教練甄力健因為與贊助商理念不合而宣佈辭職，同日，屯門體育會發表聲明，宣佈與由贊助商在港成立，負責管理球隊及支薪的「曌景然有限公司」終止合作關係，並且即時取消全體職球員（包括甲組及預備組）在足總的註冊。接管球隊的足球部主任盧光中及後表示，屯門會方採取這些行動只為保障球隊的聲譽，計劃於冬季轉會窗重開時，替願意留效的職球員重新註冊，並提升部分預備組球員在甲組賽事上陣，務求可順利完成本球季。。惟足總於2014年1月8日發表聲明，表示決定即時延遲屯門的賽事一個月，直至專責委員會發表對事件的調查結果為止。其後經過一個月時間的調查，專責委員會宣佈屯門無法提供充分證據以證明他們在管治安排及財政能力上的穩健性，能達致一間甲組球會的應有水平，因此根據香港足球總會條例，暫停所有有關屯門在2013年－14年度球季的餘下賽事，但上述安排不包括預備組及青少年組別賽事。
被取消甲組參賽資格後，屯門大部分原有留效的職球員，包括署理主教練潘文俊均宣佈離隊，同時撤回香港超級聯賽的牌照申請，該球季亦就此不了了之。

## 球隊近況
2024一25年球季，
再戰港甲打消「全華班」念頭
屯門友賽駒騰讓三外援「試腳」
上季以乙組亞軍取得升班甲組資格的屯門，今午（25日）移師將軍澳足總足球訓練中心與丙組駒騰進行季前熱身賽，結果先勝後和，遭對手以1﹕1媾和。　
早前兩埸友賽都以「全華班」人腳出戰的屯門，今仗有三名洋將現身球場角逐，包括來自澳門的般奴和前鋒，另外，由黃大仙來投的前流浪國援楊栢霖亦以正選姿態上陣，面對擁有多名前甲組腳坐鎮，包括林雲傑、黃子俊、楊賜麟、郭詠燊、傅樹聲、楊啟言及岑浩浜等，雙方踢成均勢，惟隊形發揮上屯門明顯較佳，而來自澳門；效力鄒北記的試腳外援般奴為屯門先開紀錄，助屯門上半場以一球領先，易邊後，雙方都有人腳調動，形勢上亦互有攻守，最終駒騰由楊B收復失地，雙方以1﹕1和氣終場。
屯門相隔十載再戰港甲的屯門，昔日舊將有兩人仍在隊中，包括門將蕭亮及中場周綽豐，後者今日缺席友賽，而上季一眾「升班功臣」大致留效。今日亮相的三名洋將誰可獲一紙合約用有待主教練鄭廷智作最後定奪。
據了解，後備上陣的阿根廷中場外援表現一般，聘用機會不大！而曾追隨李志堅踢過深水埗的般奴，因條件上存有差距，合作一事尚未能落實。至於兩季前曾短暫効力黃大仙的外援前鋒阿提姆(Artem)，雖然腳下功夫及射術平平，但勝在年輕及有身型，獲聘機會較大。
2024/25年度屯門足球隊職、球員名單如下﹕主教練鄭廷智、教練李向亮、梁銘杰、蔡文浩。球員﹕蕭亮、蔡文浩、朱偉霖、簡偉廉、陳海彰、李嘉華、⁠周玟皓、譚天朗、陳瑋聲、洗雍博、李俊晞、鄧俊穎、巫家樂、⁠丁朗、林家熙、李俊文、梁柏熙、陳梓滔、趙啓賢、梁銘熙、陳子豪、周綽豐、梁徫翔、⁠溫子康及國援楊栢霖。

## 澄清聲明
屯門體育會主席胡丁有於2009年7月去信香港足球總會，澄清該會的足球隊才是屯門區有代表性的球隊，且就其他隊伍的代表性提出質疑，矛頭似指向屯門普高。石硤尾體育會的甲組會籍外借後，改以屯門普高名義出戰甲組，曾經惹來該隊是否有「屯門」代表性的疑問，而屯門體育會也入信足總，澄清該會的足球隊才是具屯門區代表性的球隊，質疑其他「屯門」球隊代表性不足。

## 球會榮譽
| 榮譽          | 次數        | 年度        |
| 本 土 聯 賽   | 本 土 聯 賽 | 本 土 聯 賽 |
| ------------- | ----------- | ----------- |
| 乙組聯賽 亞軍 | 1           | 2009－10    |
| 丙組聯賽 冠軍 | 1           | 2008－09    |

## 職球員名單

### 職員名單
| 足球部主任： | 鄭廷智                   |
| 主教練：     | 鄭廷智                   |
| 助教：       | 梁銘杰、 蔡文浩丶 李向亮 |
| 隊醫：       | 彭亦瑜                   |
| 青年軍教練： | 鄭廷智                   |

### 球員名單（2024一2025甲組)
| 號碼   | 國籍   | 球員名字                   | 出生日期       | 加盟年份 | 前屬球會   |
| 守門員 | 守門員 | 守門員                     | 守門員         | 守門員   | 守門員     |
| ------ | ------ | -------------------------- | -------------- | -------- | ---------- |
| 1      | 香港   | 蕭亮（Siu Leong）          |                | 2020年   | 標準灝天   |
| 1      | 香港   | 何卓賢（Ho Cheuk Yin）     |                | 2020年   | 青年軍     |
| 後衛   |        |                            |                |          |            |
| 22     | 香港   | 梁偉翔（Leung Wai Cheung） |                | 2014年   | 青年軍     |
| 4      | 香港   | 蔡文浩（Choi Man Ho）      |                | 2014年   | 青年軍     |
| 5      | 香港   | 鄭廷智（Cheng Ting Chi）   |                | 2014年   | 油尖旺     |
| 6      | 香港   | 陳子軒（Chan Tsz Hin）     |                | 2014年   | 青年軍     |
| 14     | 香港   | 羅嘉樂（Law Ka Lok）       | 1979年3月20日  | 2014年   | 葵青       |
| 19     | 香港   | 黃宇軒（Wong Yu Hin）      |                | 2014年   | 青年軍     |
| 20     | 香港   | 葉子龍（Ip Tsz Lung）      |                | 2014年   | 屯門足球會 |
| 21     | 香港   | 陳顯聰（Chan Hin Chung）   |                | 2014年   | 九龍城     |
| 中場   |        |                            |                |          |            |
| 8      | 香港   | 李志誠（Li Chi Shing）     | 1990年3月9日   | 2013年   | 青年軍     |
| 10     | 香港   | 葉國熙（Ip Kwok Hei）      | 1984年9月22日  | 2014年   | 大中       |
| 11     | 香港   | 楊振雄（Yeung Chun Hung）  |                | 2014年   | 消防       |
| 12     | 香港   | 郝耀南（Kok Yiu Nam）      |                | 2014年   | 青年軍     |
| 13     | 香港   | 方頌崴（Fong Chung Wai）   |                | 2014年   | 青年軍     |
| 14     | 香港   | 何展橋（Ho Chin Kiu）      |                | 2014年   | 青年軍     |
| 15     | 香港   | 李啟安（Li Kai On）        |                | 2014年   | 青年軍     |
| 16     | 香港   | 劉業華（Lau Yip Wa）       | 1986年11月10日 | 2014年   | 花花       |
| 18     | 香港   | 戴浩天（Tai Ho Tin）       |                | 2014年   | 青年軍     |
| 22     | 香港   | 劉浩燊（Lau Ho San）       |                | 2014年   | 青年軍     |
| 前鋒   |        |                            |                |          |            |
| 7      | 香港   | 張耀庭（Cheung Yiu Ting）  | 1983年8月8日   | 2014年   | 自由身     |
| 9      | 香港   | 陳柏熹（Chan Pak Hei）     | 1997年3月26日  | 2013年   | 青年軍     |
| 17     | 香港   | 楊傢寶（Yeung Ka Po）      |                | 2014年   | 青年軍     |
| 23     | 香港   | 吳卓軒（Ng Cheuk Hin）     |                | 2014年   | 青年軍     |
| 66     | 香港   | 林偉洛（Lam Wai Lok）      |                | 2014年   | 青年軍     |

## 曾效力球員
本地球員
| - 陳衍光 - 陳嘉晉 - 鄭璟昊 - 鄭廷智 - 周綽豐 - 朱國良 - 郭詠燊 - 賴文飛 - 葉子俊 - 黎耀昌 | - 甄柏朗 - 陸平中 - 林穎聰 - 梁國威 - 馬文俊 - 馬肇均 - 藍永亨 - 曾昭達 - 黃志聰 - 袁立翔 | - 巢鵬飛 - 李海強 - 蕭亮 - 謝思利達 - 魏釗 - 元洋 - 凌琮 - 李明 - 亞古沙 - 賓曹 - 史提夫 - 羅倫士 |

外援球員
| - 域奇 - 莫斯奧 - 丹尼爾 - 迪高 - 比圖 - 馬喬 | - 張夢 - 馮濤 - 胡俊 - 尹廣俊 - 皮特 - 歐保喬 | - 美亞 - 美奇 - 美高 - 馬高遜 - 山齊士 - 雲尼斯奧 |

## 外部連結
- 屯門體育會官方網站 （页面存档备份，存于）
- 屯門足球隊官方 Facebook 專頁 （页面存档备份，存于）
- 香港足球總會網頁球會資料
- Hong Kong Football (Tuen Mun) （页面存档备份，存于）